# Tuczępy (województwo świętokrzyskie)
Tuczępy – wieś w Polsce, położona w województwie świętokrzyskim, w powiecie buskim, w gminie Tuczępy. Siedziba gminy Tuczępy.
W latach 1975–1998 wieś położona była w województwie kieleckim.

## Części wsi
| SIMC    | Nazwa               | Rodzaj     |
| ------- | ------------------- | ---------- |
| 0275576 | Bazarówka           | część wsi  |
| 0275582 | Bugaj               | część wsi  |
| 0275599 | Górna Droga         | kolonia    |
| 0275607 | Lizawy              | przysiółek |
| 0275613 | Wólka               | kolonia    |
| 0275620 | Wschodnia Tuczępska | kolonia    |
| 0275636 | Zapusty             | przysiółek |

## Dawne części wsi – obiekty fizjograficzne
W latach 70. XX wieku przyporządkowano i opracowano spis lokalnych części integralnych dla Tucząp zawarty w tabeli 1.

| Nazwa wsi – miasta | Nazwy części wsi – miasta                                                    | Nazwy obiektów fizjograficznych – charakter obiektu |
| ------------------ | ---------------------------------------------------------------------------- | --- |
| I. Gromada TUCZĘPY |                                                                              | |
| 1. Tuczępy         | 1. Bugaj 2. Górna Droga 3. Lizawy 4. Wólka 5. Wschodnia Tuczępska 6. Zapusty | 1. Bazarówka — pole 2. Boginy — pole 3. Dworskie — pole 4. Kolonie — pole 5. Ku Sieczkowu — pole 6. Rędzina — pole 7. Rudki — pole 8. Za Cmentarzem — łąki |

## Historia
Pierwsza wzmianka o miejscowości pochodzi z 1190 r. Wieś została wówczas nadana klasztorowi w Busku przez Dzierzka (Dirsco), brata biskupa płockiego Wita. W połowie XV w. znajdował się tu drewniany kościół. Właścicielem wsi był wówczas Chrząstowski herbu Strzegomia. Wieś miała łany kmiece, karczmy, zagrodników oraz folwark rycerski, od których dziesięcinę pobierał miejscowy pleban. Prócz tego pleban z Tuczęp miał własną rolę i łąkę przy folwarku.
Według rejestru poborowego powiatu wiślickiego z 1508 r. właścicielka Tuczęp Katarzyna Chrząstowska płaciła 36 groszy podatku. W 1579 r. Stanisław Dimitrowski płacił od 10 osad, 2½ łana i 4 zagrodników.  W końcu XVI wieku istniała tu parafia kalwińska. W 1674 r. ukończono budowę nowego murowanego kościoła, który znajduje się w Tuczępach do dzisiaj.
W 1827 r. wieś miała 41 domów i 310 mieszkańców. W 1885 r. znajdowała się tu siedziba gminy Tuczępy, wchodzącej w skład powiatu stopnickiego. W miejscowości funkcjonowała szkoła początkowa. Znajdowały się tu także dwa młyny oraz cegielnia.

## Zabytki
- kościół pw. św. Jana Chrzciciela, wybudowany w latach 1666–1674. Obok świątyni znajduje się murowana brama-dzwonnica z 1829 r., drewniana plebania z ok. 1850 r. oraz murowane ogrodzenie z XIX w. Kościół jest wpisany do rejestru zabytków nieruchomych (nr rej.: A.79 z 15.01.1957 i z 23.06.1967)[9].
- dwór z 1930 r., współcześnie siedziba Urzędu Gminy.